# Тожебілорус
«Тожебілорус», або «також білорус» (трасянк. тожабеларус, або тожэ беларус; біл . таксамабеларус ) — політичний ярлик  який використовується для позначення людей, які вважають себе білорусами в сенсі «громадяни Білорусі», але не поділяють національних цінностей як білоруська мова, самосвідомість і в рідкісних випадках національні символи . Яскравим маркером є принципова розмова російською, небажання вчити білоруську, а також транслітерація свого імені за правилами транслітерації російської мови. Ярлик пошириться після 2020 року, особливо в соціальних мережах   .

## Історія
Одним із перших його використав письменник Максим Горецький у 1914 році в нарисі «Міркування і думки» (біл. «Развагі і думкі»)  у значенні «несвідомий». Такий самий вислів зустрічався в Янки Купали, Франциска Аляхновича, Гаврила Горецького .

## Дивись також
Змагар є протилежністю ярлику «тожебілорус».